# Griffinia hyacinthina
Griffinia hyacinthina là một loài thực vật có hoa trong họ Amaryllidaceae. Loài này được (Ker Gawl.) Ker Gawl. mô tả khoa học đầu tiên năm 1820.

## Hình ảnh

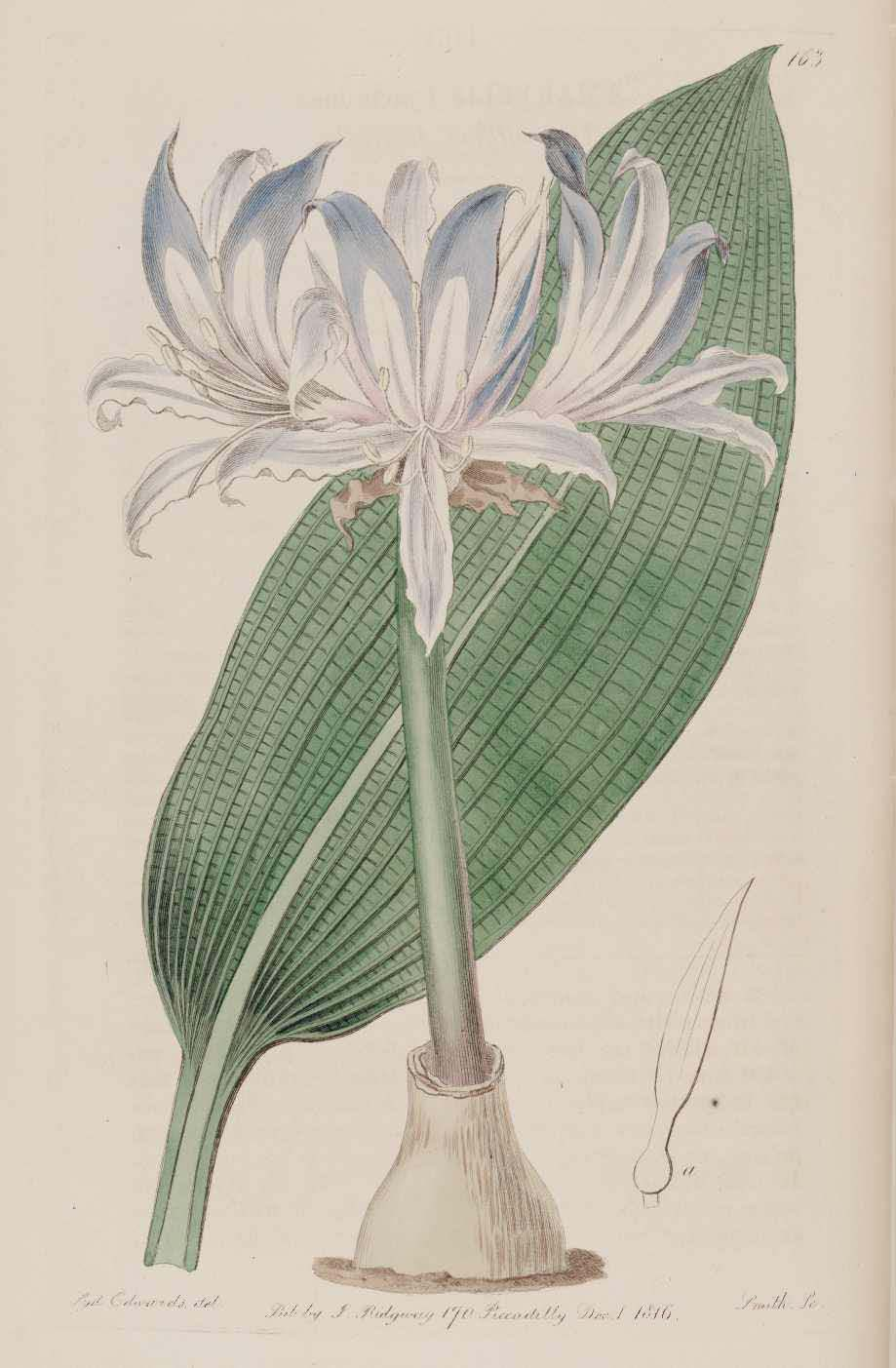
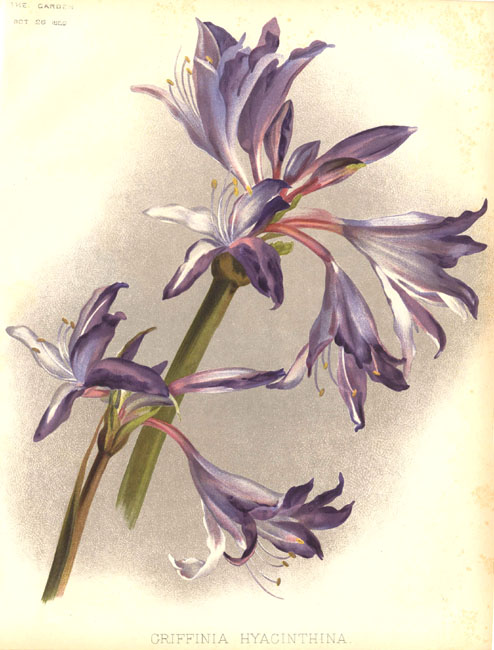